# Округ Линколн (Канзас)
Округ Линколн (енгл. Lincoln County) је округ у америчкој савезној држави Канзас. По попису из 2010. године број становника је 3.241. Седиште округа је град Линколн.

## Демографија
Према попису становништва из 2010. у округу је живело 3.241 становника, што је 337 (9,4%) становника мање него 2000. године.
| Група             | 2000.         | 2010.         |
| Белци             | 3.491 (97,6%) | 3.116 (96,1%) |
| Афроамериканци    | 4 (0,1%)      | 9 (0,3%)      |
| Азијати           | 4 (0,1%)      | 6 (0,2%)      |
| Хиспаноамериканци | 37 (1,0%)     | 72 (2,2%)     |
| Укупно            | 3.578         | 3.241         |